# Aktion Vulkan
Vulkan (auch Fallname Vulkan) war die Bezeichnung für eine Operation zur Wirtschaftsspionageabwehr des bundesdeutschen Verfassungsschutzes (BfV) im Frühjahr 1953. Auslöser dieser Aktion war der Übertritt des IWF-Abteilungsleiters Gotthold Kraus am 4. April 1953 aus der DDR in die Bundesrepublik Deutschland.

## Ablauf der Aktion
Am 4. April 1953 flüchtete der Abteilungsleiter der Abteilung XVII des IWF, Oberst Gotthold Kraus, in die Bundesrepublik Deutschland, wo er dem BfV und der CIA offenbarte, inwiefern der DDR-Nachrichtendienst erfolgreich den sogenannten Interzonenhandel für seine nachrichtendienstliche Informationsabschöpfung im Rahmen seiner Wirtschaftsspionage nutzte. In der Folge wurden auf Veranlassung von Ministerialdirektor und Abteilungsleiter I (Verfassung, Verwaltung, Öffentliche Sicherheit) Hans Egidi, durch die Strafverfolgungsbehörden insgesamt 44 Personen in der Bundesrepublik wegen Spionageverdacht festgenommen. Bei den meisten Personen stellte sich im Rahmen der Ermittlungen heraus, dass der Verdacht unbeweisbar und teilweise sogar unbegründet war.
Der gesamte operative Vorgang des BfV entwickelte sich in der Folge zur Vulkan-Affäre und gilt als erste nachrichtendienstliche Panne der erst wenige Jahre vorher gegründeten Bundesrepublik Deutschland und seines mit der Spionageabwehr betrauten Inlandnachrichtendienstes. Obwohl sich die Zweifel an der Zuverlässigkeit der Angaben von Kraus verstärkten und auch bestätigten, wurde seitens des US-amerikanischen Geheimdienstes CIA weiterhin die Zuverlässigkeit des Überläufers betont.

## Folgen
Der BfV-Präsident Otto John warf dem FDP-Minister und Vizekanzler Franz Blücher in seinen Memoiren Geltungssucht vor, da dieser während des zeitgleich stattfindenden USA-Besuches von Bundeskanzler Konrad Adenauer „auf die Pauke hauen“ wollte. Auch der damalige Oberbundesanwalt Carlo Wiechmann sah sich im Mai 1953 veranlasst, wegen der öffentlich gewordenen Pannen bei der Verhaftungsserie die erste Pressekonferenz des Bundesgerichtshofes einzuberufen. Bei dieser wies er zwar jeglichen Fehler seitens der Ermittlungsbehörden zurück, allerdings schränkte dies bereits damals der zuständige Abteilungsleiter der Bundesanwaltschaft Max Güde ein, indem er sagte: „Ich gebe in allen Fällen, in denen uns Irrtümer unterlaufen sind, diese Irrtümer zu.“ Der spätere Präsident des BfV Günther Nollau bezeichnete den Fall später wegen seiner fehlenden Professionalität in der Abarbeitung als „Kinderkrankheit“.